# CH Dron (metrostation)
Station CH Dron is een metrostation in de Franse stad Tourcoing. Het is het eindstation van metrolijn 2 van de metro van Rijsel, gelegen in het noordoosten van de gemeente. De naam komt van het nabijgelegen ziekenhuis CH Dron. Het metrostation werd op 27 oktober 2000 geopend en ligt op een paar honderd meter van de Belgische grens. Er waren plannen om een verlenging van de metrolijn naar het Belgische Moeskroen aan te leggen, maar deze zijn door financiële redenen van beide landen nog niet uitgevoerd.

## Omgeving
- Ziekenhuis Centre Hospitalier Gustave Dron